# Антикапитализъм
Антикапитализмът е политическа идеология и течение с цел опозиция на капитализма. Обикновено се свързва с хората, които желаят смяната на капитализма като икономическа система, най-често с планова икономика.

## История
Антикапитализмът започва своето движение в САЩ в началото на XX век, като Колорадо е бил в центъра на антикапиталистическите движения.

## Социализъм
Социализът се противопоставя на частната собственост и управлението на средствата за производство, разпеделението на ресурсите, както и на обществата с равен достъп за ресурси, с егалитарен метод за компенсация.
Социалистите смятат, че натрупването на капитал генерира разхищение чрез външни ефекти, които изискват скъпоструващи регулаторни мерки. Те също така твърдят, че този процес генерира индустрии и практики, които съществуват само за да генерират достатъчно търсене на продукти, които да се продават с печалба, като по този начин създават, а не задоволяват икономическото търсене.
Според социалистите капитализмът се състои от ирационални дейности, като например закупуване на стоки само с цел препродажба по-късно, когато цената им се повиши, а не за потребление, дори в случай че стоката не може да бъде продадена с печалба на нуждаещи се лица.
Частната собственост налага ограничения върху планирането, което води до недостъпни икономически решения, които водят до неморално производство, безработица и огромно разхищение на материални ресурси по време на криза на свръхпроизводство. Според социалистите частната собственост върху средствата за производство отпада, когато се концентрира в централизирани, социализирани институции, основани на частно присвояване на приходи, базирани на колективната работа и вътрешното планиране при разпределението на ресурсите. При липсата на необходимост от натрупване на капитал частната собственост върху средствата за производство се възприема като стара форма на икономическа организация, която трябва да бъде заменена от свободно сдружение на индивиди, основано на публична или обща собственост върху активите. Социалистите виждат собственноста като пречка за развиването на производството.
Ранните социалисти критикуват капитализма за концентриране на власт и богатство в рамките на малък сегмент от обществото, както и за неупотребата на наличините технология и ресурси с максималния им потенциал в интерес на обществото.

### Анархизъм и социален либерализъм
Според германския философ Макс Щирнер „частната собственост е призрак“, който „живее по милостта на закона“ и „става „моя“ само по силата на закона“. С други думи, частната собственост съществува единствено „чрез защитата на държавата, чрез благородието на държавата“. Признавайки нуждата ѝ от държавна защита, Щирнер твърди, че „няма нужда да има предмство за „добрите граждани“, за това кой ги защитава и техните принципи, независимо е крал. И какъв е техният принцип, чийто защитник те винаги „обичат“? Не този на труда“, а по-скоро „лихвоносно притежание... работещ капитал, следователно... труд е със сигурност, но е труд на капитала и на подчинените работници“. Френският анархист Пиер-Жозеф Прудон се противопоставя на правителствените привилегии, които защитават капиталистическите и банковите интереси, както и натрупването или придобиването на собственост. Испанският анархист Мигел Хименес Игуалада заявява:
Капитализмът като ефект на правителството; изчезването на правителството означава, че капитализмът пада шеметно... Това, което наричаме капитализъм, не е нещо друго, а продукт на държавата, в която единственото, което се тласка напред, е печалбата, добре или лошо придобита. И така, борбата срещу капитализма е безсмислена задача, тъй като независимо дали е държавен капитализъм или предприемачески капитализъм, докато съществува правителството, ще съществува и експлоатация на капитала. Борбата на съзнанието е срещу държавата.

### Марксизъм
Карл Маркс е виждал капитализма като етап от историята, който в даден момент ще започне да се разпада поради своите противоречивости и ще бъде заменен от социализма. Според Маркс капитализмът представлява камък за хората, които след време ще трябва да приемат безкласово общество.